# Prawo karne nieletnich
Prawo karne nieletnich – zespół przepisów regulujących odpowiedzialność nieletniego, który w chwili popełnienia czynu zabronionego osiągnął ustawowo wymaganą granicę wieku.

## Historia
W starożytnym Rzymie dzieci (infantes) do 7 roku życia były zaliczane do osób nieodpowiedzialnych, nie odpowiadali za popełnione czyny. Niedojrzali (impuberes), czyli dziewczęta w wieku 7–12 i chłopcy w wieku 7–14 odpowiadali, jeżeli mieli możność rozumienia swojego czynu. Dojrzali niedorośli, czyli dziewczęta w wieku 12–25 lat i chłopcy w wieku 14–25 lat odpowiadali jak dorośli z możliwością złagodzenia kary ze względu na wiek. W średniowieczu do VI w. o zdolności do odpowiedzialności karnej młodego człowieka świadczyła zdolność do noszenia broni. Dopiero od VI w. zaczęto ustalać granicę odpowiedzialności karnej nieletnich. Jednakże często odchodzono od ustalonej granicy wieku i na przykład w 1384 w Konstancy wyrwano chłopcu język za bluźnierstwo. Pierwszy zakład poprawczy dla nieletnich otworzył Filipo Franci w 1667 we Florencji. W 1703 papież Klemens XI otworzył zakład poprawczy dla nieletnich w Rzymie, a w 1832 we Francji powstał Centralny Dom Wychowawczy dla nieletnich przestępców.

## Ustawodawstwo karne nieletnich w Polsce

### Dawne prawo polskie
Według Statutu litewskiego z 1588 nieletni do 16. roku życia miał obowiązek naprawienia wyrządzonej szkody, mógł za szkodę odpowiadać z majątku lub zapłacić. Jeżeli był recydywistą, wykonywane były na nim kary cielesne. Według Kodeksu karzącego Królestwa Polskiego z 1818 czyny zabronione popełnione przez sprawcę poniżej 18. roku życia podlegały ocenie sędziego.
W zaborze rosyjskim nieletni do 10. roku życia byli bezwzględnie nieodpowiedzialni. Od 10 do 17 lat byli odpowiedzialni warunkowo w zależności od rozeznania popełnionego czynu. W zaborze pruskim nieletni do 12 lat byli nieodpowiedzialni za swoje przestępstwa, jednakże warunkowo mogli być umieszczeni w zakładzie wychowawczym. W zaborze austriackim sprawcy do 10 lat byli całkowicie nieodpowiedzialni. Odpowiedzialność sprawców w wieku od 10 do 14 lat była mniejsza. Sprawcy czynu zabronionego od 14 do 20 lat odpowiadali w pełni, jednakże ich kara mogła być złagodzona.
Kodeks Makarewicza odpowiedzialność nieletnich określał w art. 69 - 78. Sprawcami nieletnimi były osoby, które nie ukończyły 17. roku życia. Karze nie podlegał nieletni, który przed ukończeniem 13 lat popełnił czyn zabroniony pod groźbą kary oraz który po ukończeniu 13 lat, a przed ukończeniem 17 lat, popełnił czyn taki bez rozeznania (nie osiągnąwszy rozwoju umysłowego i moralnego w takim stopniu, by mógł rozpoznać znaczenie czynu i pokierować swoim postępowaniem). Do tych nieletnich sąd stosował środki wychowawcze: upomnienie, oddanie pod dozór odpowiedzialny rodzicom, dotychczasowym opiekunom lub specjalnemu kuratorowi, albo umieszczenie w zakładzie wychowawczym. Nieletniego, który po ukończeniu 13 lat, a przed ukończeniem 17 lat, popełnił z rozeznaniem czyn zabroniony pod groźbą kary, sąd skazywał na umieszczenie w zakładzie poprawczym, mógł też zastosować środki wychowawcze, jeśli uznał umieszczenie w zakładzie poprawczym za niecelowe. Nieletni pozostawał w zakładzie poprawczym do ukończenia 21. roku życia. Środek ten można było zawiesić na czas od 1 roku do 3 lat bądź warunkowo zwolnić po przebyciu w zakładzie przynajmniej 6 miesięcy. Jeśli postępowanie karne wszczęto po ukończeniu 17. roku życia, a umieszczenie w zakładzie poprawczym nie byłoby już celowe, należało wymierzyć karę przewidzianą w ustawie, stosując nadzwyczajne złagodzenie kary. Jeżeli skazany na umieszczenie w zakładzie poprawczym ukończył lat 20 przed rozpoczęciem wykonania wyroku, zamiast umieszczania w zakładzie poprawczym wymierzano karę, stosując nadzwyczajne złagodzenie kary. 
Pod rządami kodeksu karnego z 1969 istniała możliwość wymierzenia kary nieletniemu, który popełnił wymienione w tym przepisie przestępstwo umyślne po ukończeniu 16 lat. Sąd zamiast kary stosował środki wychowawcze lub poprawcze przewidziane dla nieletniego sprawcy występku popełnionego po ukończeniu 17, a przed ukończeniem 18 lat.
W latach 1983–2022 obowiązywała ustawa o postępowaniu w sprawach nieletnich. Przewidywała ona środki wychowawcze i poprawcze. Postępowanie o demoralizację nieletniego można było prowadzić do ukończenia przez niego 18 lat. Postępowanie o czyn karalny prowadzono wobec osób od 13. do 17. roku życia. Środki wychowawcze i środek poprawczy wykonywano do ukończenia przez nieletniego 21. roku życia.

### Prawo karne nieletnich od 1997

#### Odpowiedzialność karna nieletnich
W rozumieniu polskiego prawa karnego nieletnim jest osoba, która w momencie popełnienia czynu zabronionego nie ukończyła 17. roku życia. Odpowiada ona karnie tylko w szczególnych przypadkach, określonych w art. 10 § 2 kodeksu karnego.
Przepisy ustawy w postępowaniu nieletnich stosuje się w zakresie
1. zapobiegania i zwalczania demoralizacji w stosunku do osób, które ukończyły lat 10, ale nie ukończyły lat 18,
2. postępowania w sprawach o czyny karalne – w stosunku do osób, które dopuściły się takiego czynu,
3. wykonywania środków wychowawczych lub poprawczych,
4. postępowania.

Dopuszczenie się czynu zabronionego przez nieletniego przed upływem 13. roku życia sąd traktuje jako przejaw demoralizacji nieletniego i może zastosować środki przewidziane w ustawie o postępowaniu w sprawach nieletnich.
W przypadku dopuszczenia się czynu zabronionego przez nieletniego między 13. a 17. rokiem życia sąd stosuje środki przewidziane w ustawie o postępowaniu w sprawach nieletnich. Jeżeli jednak sprawca czynu zabronionego ukończył 15 lat i popełnił przestępstwa określone w art. 10 kodeksu karnego, może odpowiadać na podstawie kodeksu karnego, jeżeli sąd uzna, że okoliczności sprawy, stopień rozwoju sprawcy i warunki osobiste za tym przemawiają, a środki wychowawcze lub poprawcze okazały się bezskuteczne.
Katalog przestępstw określonych w art. 10 kodeksu karnego:
- zamach na życie Prezydenta RP,
- zabójstwo,
- umyślne spowodowanie ciężkiego uszczerbku na zdrowiu,
- umyślne sprowadzenie zdarzenia powszechnie niebezpiecznego,
- katastrofa w ruchu lądowym,
- porwanie samolotu lub statku,
- umyślne spowodowanie katastrofy w komunikacji,
- zgwałcenie zbiorowe lub kazirodcze,
- wzięcie zakładników,
- rozbój.

Gdy sprawca dopuszcza się czynu zabronionego między 17. a 18. rokiem życia, sąd stosuje przepisy kodeksu karnego, jednakże może zamiast orzekania kary zastosować środki wychowawcze, lecznicze albo poprawcze, jeśli czyn popełniony przez sprawcę jest występkiem, a okoliczności sprawy i warunki osobiste za tym przemawiają.
Po ukończeniu 17. roku życia, a przed ukończeniem 21 lat sąd może stosować środki wychowawcze i poprawcze. Zgodnie z art. 10 § 3 kodeksu karnego sąd, który skazuje nieletniego za popełnienie czynu zabronionego nie może wymierzyć kary przekraczającej dwóch trzecich górnej granicy ustawowego zagrożenia, a może także zastosować nadzwyczajne złagodzenie kary.

#### Działania organu ścigania zgodnie z ustawą o postępowaniu w sprawach nieletnich
Jeżeli nieletni popełnił czyn wspólnie z osobą dorosłą, wówczas prokurator wyłącza sprawę nieletniego i przekazuje do sądu rodzinnego właściwego ze względu na miejsce zamieszkania nieletniego. W celu ustalenia danych dotyczących nieletniego sędzia zleca przeprowadzenie wywiadu środowiskowego, który przeprowadza kurator sądowy. Sąd rodzinny może wszcząć postępowanie wyjaśniające, jeśli dowiedział się o przejawach demoralizacji nieletniego. Przesłuchanie przez policję odbywa się w obecności rodziców lub opiekunów albo obrońcy lub też nauczyciela, wychowawcy, pedagoga szkolnego. Gdy dobro nieletniego tego wymaga, sąd może umieścić go w placówce leczniczo-terapeutycznej.

#### Środki wychowawcze stosowane wobec nieletnich[8]
- upomnienie
- zobowiązanie do określonego postępowania, a zwłaszcza do naprawienia wyrządzonej szkody w całości albo w części, do zadośćuczynienia za doznaną krzywdę, do wykonania prac społecznych, do przeproszenia pokrzywdzonego, do podjęcia nauki lub pracy, do uczestniczenia w odpowiednich zajęciach o charakterze wychowawczym, terapeutycznym, w szczególności terapii uzależnień, psychoterapii, psychoedukacji, lub szkoleniowym, do powstrzymania się od przebywania w określonych środowiskach lub miejscach, do powstrzymania się od kontaktowania się z pokrzywdzonym lub innymi osobami w określony sposób lub do zaniechania używania substancji psychoaktywnej
- nadzór odpowiedzialny rodziców albo opiekuna nieletniego
- nadzór organizacji społecznej, w tym organizacji pozarządowej, której celem statutowym jest praca z nieletnimi o charakterze wychowawczym, terapeutycznym lub szkoleniowym, zapobieganie demoralizacji nieletnich lub pomoc w readaptacji społecznej nieletnich, pracodawcy albo osoby godnej zaufania udzielających poręczenia za nieletniego
- nadzór kuratora sądowego
- skierowanie do ośrodka kuratorskiego, a także do organizacji społecznej, w tym organizacji pozarządowej, lub instytucji zajmujących się pracą z nieletnimi o charakterze wychowawczym, terapeutycznym lub szkoleniowym, po uprzednim porozumieniu się z tą organizacją lub instytucją
- zakaz prowadzenia wszelkich pojazdów albo pojazdów określonego rodzaju
- przepadek przedmiotów pochodzących z czynu zabronionego, przepadek przedmiotów, które służyły lub były przeznaczone do popełnienia czynu zabronionego, przepadek równowartości przedmiotów pochodzących z czynu zabronionego lub przedmiotów, które służyły lub były przeznaczone do popełnienia czynu zabronionego, przepadek przedmiotów, których wytwarzanie, posiadanie, obrót, przesyłanie, przenoszenie, przewóz lub przechowywanie jest zabronione, przepadek przedsiębiorstwa albo jego równowartości, przepadek korzyści majątkowej albo jej równowartości lub przepadek przedmiotów czynów zabronionych
- umieszczenie w rodzinie zastępczej zawodowej specjalistycznej, która ukończyła szkolenie przygotowujące do sprawowania opieki nad nieletnim
- umieszczenie w młodzieżowym ośrodku wychowawczym
- umieszczenie w okręgowym ośrodku wychowawczym

#### Środki zastosowane wobec rodziców albo opiekuna nieletniego[8]
- zobowiązanie rodziców albo opiekuna nieletniego do poprawy warunków wychowawczych, bytowych lub zdrowotnych nieletniego, a także do ścisłej współpracy ze szkołą, do której nieletni uczęszcza, z poradnią psychologiczno-pedagogiczną, w tym w razie potrzeby wykonania odpowiedniej diagnozy nieletniego, oraz z podmiotem wykonującym działalność leczniczą
- zobowiązanie rodziców albo opiekuna nieletniego do współpracy z młodzieżowym ośrodkiem socjoterapii w zakresie realizacji obowiązku nauki przez nieletniego, jego socjoterapii i pomocy psychologiczno-pedagogicznej
- zobowiązanie rodziców albo opiekuna nieletniego do naprawienia w całości albo w części szkody wyrządzonej przez nieletniego lub do zadośćuczynienia za doznaną krzywdę

#### Środki karne orzeczone na podstawie kodeksu karnego wobec nieletniego[8]
- zakaz prowadzenia działalności związanej z wychowaniem, leczeniem, edukacją małoletnich lub opieką nad nimi,
- obowiązek powstrzymania się od przebywania w określonych środowiskach lub miejscach, zakaz kontaktowania się z określonymi osobami lub zakaz opuszczania określonego miejsca pobytu bez zgody sądu.

## Prawo karne nieletnich w Niemczech
W Niemczech odpowiedzialność karną reguluje ustawa Jugendgerichtsgesetz (Ustawa o sądach dla nieletnich). Ustawa ta ma zastosowanie do wszystkich osób, które ukończyły 14 lat. Sprawcy pomiędzy 18. a 21. rokiem życia są karani zgodnie z § 105 JGG w sprawach karnych dla nieletnich, jeżeli w momencie popełnienia czynu byli w stanie moralnym i psychicznym równym nastolatkowi lub w zależności od charakteru, okoliczności lub motywów czynu jest przestępstwem młodocianym. Przepisy JGG kładą nacisk na edukację przed nałożeniem kary. JGG określa środki wychowawcze wobec nieletnich: ostrzeżenie, oddanie nieletniego pod nadzór opiekuna lub szkoły, nałożenie na nieletniego określonych obowiązków oraz umieszczenie nieletniego w rodzinie zastępczej albo zakładzie wychowawczym.

## Prawo karne nieletnich w Wielkiej Brytanii
W Wielkiej Brytanii osoby w wieku od 10 do 17 lat mogą zostać aresztowane i odpowiadać przed sądem w razie popełnienia przestępstwa. Jednakże są traktowane inaczej niż osoby dorosłe. Ich sprawami zajmują się sądy dla nieletnich, stosowanie jest odmienne wyrokowanie, mogą zostać osadzeni w specjalnych ośrodkach dla młodych osób, nie trafiają do więzień.